# Roșcani (okręg Hunedoara)
Roșcani – wieś w Rumunii, w okręgu Hunedoara, w gminie Dobra. W 2011 roku liczyła 444 mieszkańców.